# El Charco (Santiago del Estero)
El Charco is een plaats in het Argentijnse bestuurlijke gebied Jiménez in de provincie Santiago del Estero. De plaats telt 896 inwoners.